# Peter van Merksteijn junior
Peter van Merksteijn junior (* 1. September 1982 in Hengelo) ist ein niederländischer Rallyefahrer. In der Saison 2011 nahm er an zehn Läufen der Rallye-Weltmeisterschaft teil.

## Karriere

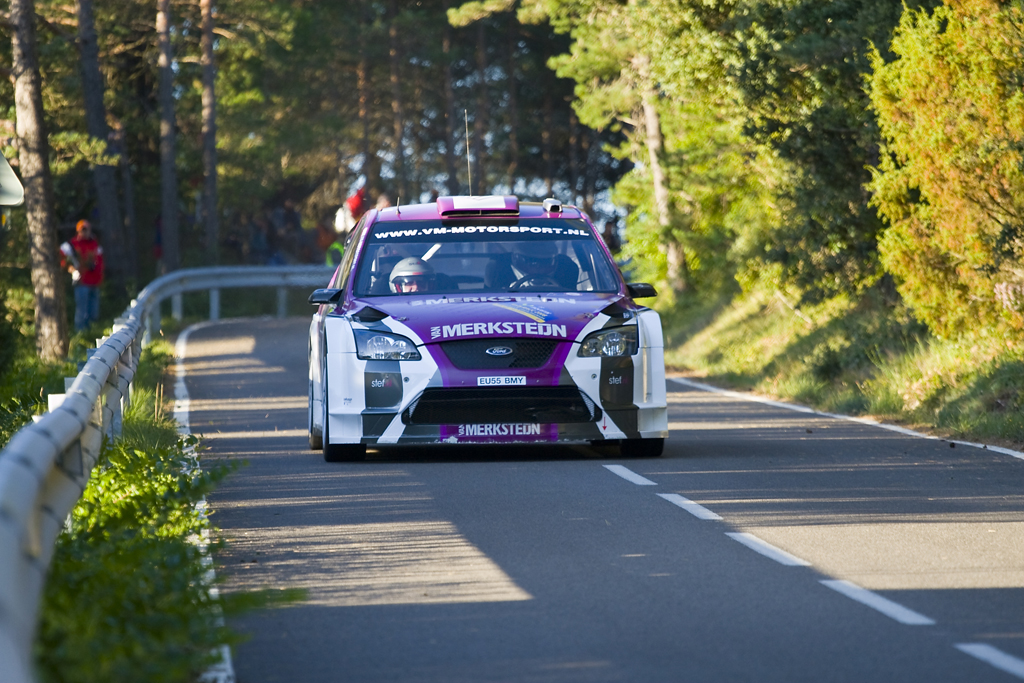
Bei der Rallye Katalonien 2008.

Peter van Merksteijn jr. begann seine Rallyekarriere 2006 mit einem Renault Mégane bei nationalen Bewerben. Im darauf folgenden Jahr startete er mit der Unterstützung des Teams seines Vaters Peter van Merksteijn sr., der ebenfalls Rennfahrer ist und die LMP2-Klasse beim 24-Stunden-Rennen von Le Mans 2008 gewann, mit einem Mitsubishi Lancer Evo IX in der niederländischen Rallyemeisterschaft. Er gewann in diesem Jahr die Meisterschaft der Gruppe N.
Im gleichen Jahr startete er mit demselben Fahrzeug auch das erste Mal bei einem Lauf der Rallye-Weltmeisterschaft in Deutschland, wo er den 70. Gesamtrang belegte.

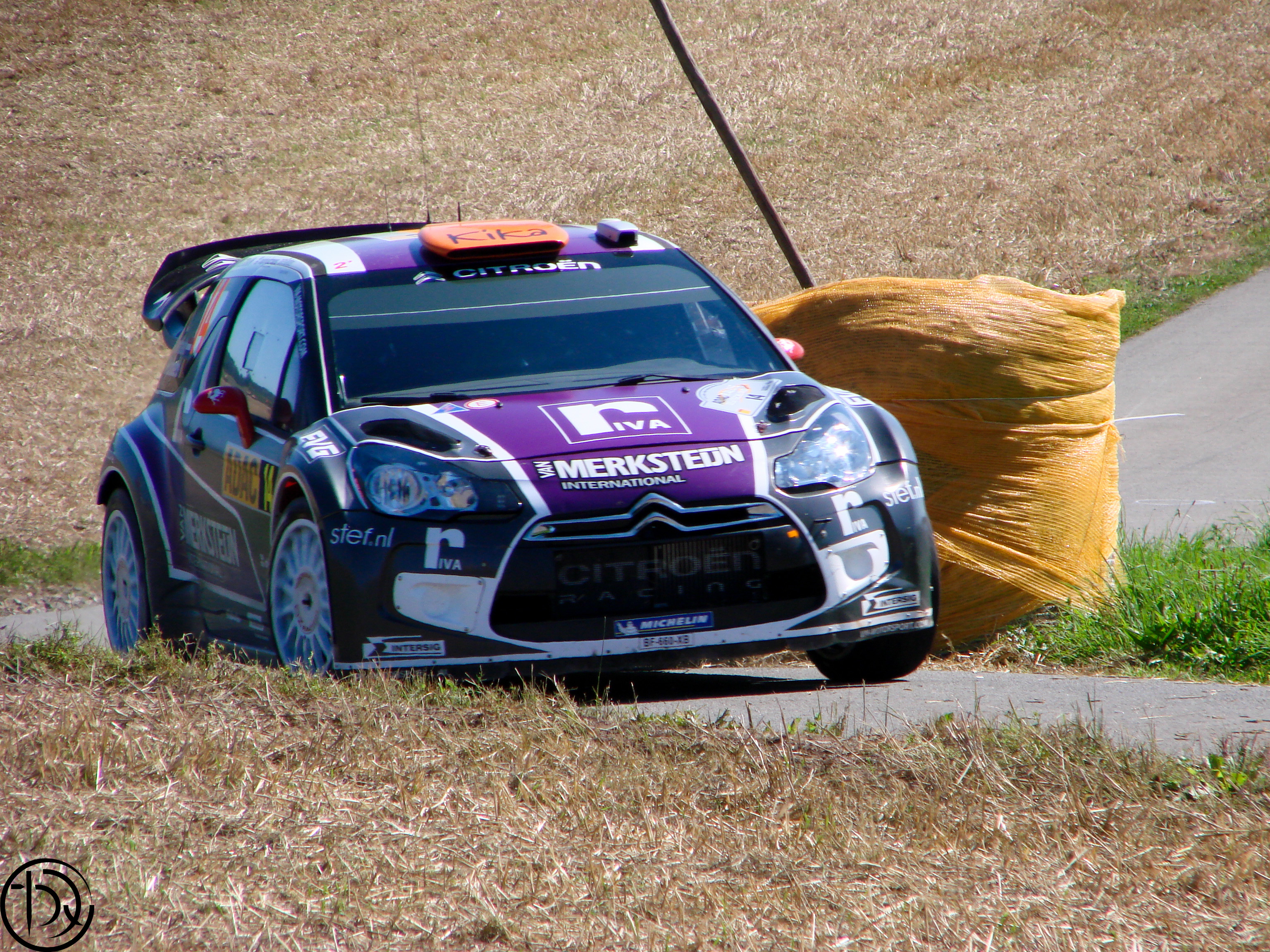
Peter van Merksteijn jr. im DS3 WRC bei der Rallye Deutschland 2011

Ab der Rallye Portugal der Saison 2011 startet er im Van-Merksteijn-Motorsport-Team seines Vaters in einem Citroën DS3 WRC bei zehn von dreizehn Läufen der Rallye-Weltmeisterschaft. Bei der Rallye Deutschland 2011 erzielte er, mit einem neunten Gesamtrang, seine ersten zwei WM-Punkte.
Am 19. September 2011 gewann er die, zur niederländischen Rallyemeisterschaft gehörende, Hellendoorn Rally. Da bei dieser Serie World Rally Cars der älteren Spezifikation noch zugelassen sind, startete Van Merksteijn dort in einem Citroën C4 WRC unter anderem gegen Ford Focus WRC, Subaru Impreza WRCs, Mitsubishi Lancer WRC.

## WRC-Ergebnisse
| Jahr | Team                      | Fahrzeug                   | 1      | 2       | 3      | 4       | 5       | 6       | 7       | 8   | 9       | 10     | 11      | 12      | 13      | 14  | 15  | 16     | Punkte | Rang |
| ---- | ------------------------- | -------------------------- | ------ | ------- | ------ | ------- | ------- | ------- | ------- | --- | ------- | ------ | ------- | ------- | ------- | --- | --- | ------ | ------ | ---- |
| 2007 | Peter van Merksteijn, Jr. | Mitsubishi Lancer Evo IX   | MON    | SWE     | NOR    | MEX     | POR     | ARG     | ITA     | GRE | FIN     | GER 70 | NZL     | ESP 60  | FRA     | JPN | IRL |        | 0      | —    |
| 2007 | Peter van Merksteijn, Jr. | Mitsubishi Lancer Evo VIII |        |         |        |         |         |         |         |     |         |        |         |         |         |     |     | GBR 29 | 0      | —    |
| 2008 | Van Merksteijn Motorsport | Mitsubishi Lancer Evo IX   | MON    | SWE DNF | MEX    | ARG     | JOR     | ITA DNF |         |     |         |        |         |         |         |     |     |        | 0      | —    |
| 2008 | Van Merksteijn Motorsport | Mitsubishi Lancer Evo VIII |        |         |        |         |         |         | GRE     | TUR | FIN DNS |        |         |         |         |     |     |        | 0      | —    |
| 2008 | Van Merksteijn Motorsport | Ford Focus RS WRC 06       |        |         |        |         |         |         |         |     |         | GER 17 | NZL     | ESP DNF | FRA     | JPN | GBR |        | 0      | —    |
| 2009 | Van Merksteijn Motorsport | Ford Focus RS WRC 06       | IRL    | NOR 18  | CYP    | POR DNF | ITA     | ARG     | GRE     | POL | FIN     | AUS    | ESP     | GBR     |         |     |     |        | 0      | —    |
| 2010 | Van Merksteijn Motorsport | Ford Focus RS WRC 08       | SWE 17 | MEX     | JOR    | TUR     | NZL     | POR     | BUL     | FIN | GER     | JPN    | FRA     | ESP     | GBR     |     |     |        | 0      | —    |
| 2011 | Van Merksteijn Motorsport | Citroën DS3 WRC            | SWE    | MEX     | POR 15 | JOR DNF | ITA DNF | ARG DNF | GRE DNF | FIN | GER 9   | AUS 13 | FRA DNF | ESP 17  | GBR DNF |     |     |        | 2      | 25   |